# Tsuga
Tsuga (del japonés ツガ, 栂) es un género de coníferas perteneciente a la familia Pinaceae que engloba a las especies arbóreas conocidas como falsos abetos. Todas las especies son árboles perennes  alcanzando los 20 - 60 metros de altura y encontrándose exclusivamente en regiones húmedas. 
Hay de 8 a 10 especies dentro del género, dependiendo de la autoridad que lo clasifique, con cuatro especies en Norteamérica y de cuatro a seis en el este de Asia.
La madera que se obtiene es importante en la industria, se usa especialmente como pulpa para hacer papel.

## Características
Tsuga es un árbol perenne de tamaño medio que alcanza los 20 a 65 m de altura con una corona cónica a irregular. La corteza es de color gris a marrón.
Las hojas son estrechas en forma de aguja de  8 a 40 mm de longitud y  1.5 a 3 mm de ancho.

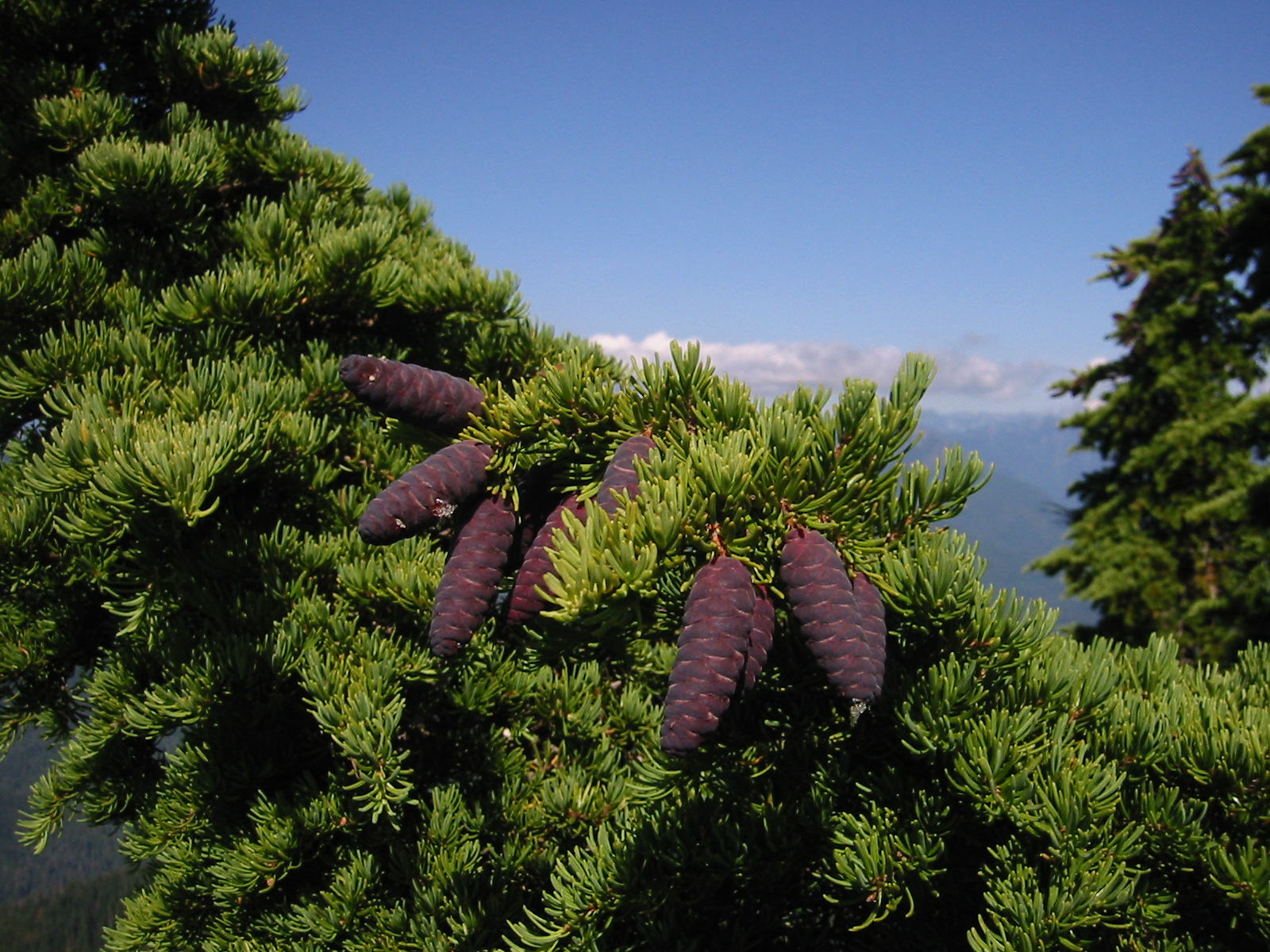
Follaje y conos de Tsuga mertensiana.

Los conos de polen crecen en solitario a partir de yemas laterales. Tienen 3–5(–10) mm de largo, ovoides, globosas, o elipsoides, y de color blanco amarillento a púrpura claro, y nacen sobre un corto pedúnculo. Los estróbilos nacen en ramillas de un año de edad y tienen son pequeños, globoso-ovoide o cilíndrico-oblongo, que iba de 15–40 mm de largo, excepto en T. mertensiana, donde son cilíndricos y más largos, 35–80 mm de longitud; son solitarios, terminales o raramente laterales, colgantes, y son sésiles o sobre un corto pedúnculo hasta 4 mm de largo. La madurez ocurre en 5–8 meses, y las semillas se derraman poco después; los conos caen poco después de liberar la semilla o hasta un año o dos después. Las escamas de semillas son delgadas, coriáceas y persistentes. Varían en la forma y carecen de una apófisis y un umbo. Las brácteas son incluidas y pequeñas. Las semillas son pequeñas, de 2 a 4 mm de largo, y con alas, con las alas de 8 a 12 mm de largo. También contienen pequeñas vesículas de resina adaxiales. La germinación de semillas es epigeal; las plántulas tienen de cuatro a seis cotiledones.

## Taxonomía
T. mertensiana es inusual en este género en varios aspectos. Las hojas están menos aplanadas y dispuestas todas alrededor del brote, y tienen estoma por arriba y por abajo, dando al follaje un color glauco; y los conos son los más largos del género, 35-80 mm de largo y cilíndrico más que ovoide. Algunos botánicos la tratan en un género distinto como Hesperopeuce mertensiana (Bong.) Rydb., aunque es más generalmente considerada sólo distinta en el rango de un subgénero.
Otra especie, descrita primero como Tsuga longibracteata, ahora se trata como un género distinto Nothotsuga; difiere de Tsuga en los conos erectos (no colgantes), y conos masculinos arracimados en umbelas, en estos rasgos más estrechamente relacionadas con el género Keteleeria.

## Ecología
Todas las especies están adaptadas a (y están limitadas a) zonas templadas relativamente frescas y húmedas con alta pluviosidad, veranos frescos, y poco o nada carencia de agua; también está adaptada a los inviernos intensos con grandes nevadas y toleran las heladas mejor que la mayoría del resto de los árboles.